# Chahar Bari
Chahar Bari  est un quartier du sud-ouest de la capitale iranienne, Téhéran.